# Хоус, Спенсер
Спенсер Мэйсон Хоус (англ. Spencer Mason Hawes; родился 28 апреля 1988 года в Сиэтле, штат Вашингтон) — американский профессиональный баскетболист, выступавший в НБА. Играл на позиции центрового. Был выбран в первом раунде под общим 10-м номером на драфте НБА 2007 года командой «Сакраменто Кингз».

## Школа
Хоус играл на позиции центрового в предварительной школе в Сиэтле. Его команда выиграла чемпионат штата в сезоне 2005—2006, а Хоус был назван MVP турнира. Он мог выставить свою кандидатуру ещё на драфт НБА 2006 года, но именно в этом году НБА подписала новое правило, согласно которому игроки были вынуждены ждать год после окончания школы, чтобы иметь возможность участвовать на драфте.

## Игра за сборную США
В апреле 2006 Хоус дебютировал за национальную сборную США в составе юниорской сборной 2006 года вызова. Его команда обыграла сборную мира 109-91 в Nike Hoop Summit, который проходил в Мемфисе.
Летом 2006 в финале чемпионата Америки среди юношей не старше 18 лет Хоус набрал 24 очка и 10 подборов и обеспечил своей команде победу над сборной Аргентины со счетом 104-82. В среднем на турнире игрок набирал 12,0 очков и 7,5 подборов за матч.

## Колледж
Хоус был лидером «Вашингтон Хаскис», набирая 14,9 очков в среднем за игру (10-й результат в конференции Pac-10). Спортсмен установил рекорд колледжа для новичков, набрав за сезон 461 очко.
Хоус 9 раз за сезон набирал 20 очков и более, а также сделал 3 дабл-дабла. По итогам сезона он был назван в составе участников команды всех новичков конференции Pac-10.

## Карьера в НБА
На драфте 2007 эксперты считали, что Хоус может быть выбран в промежутке между 5-м и 12-м пиками. В итоге он был выбран 10-м командой «Сакраменто Кингз».
Свой первый сезон в НБА Хоус провёл блекло. Несмотря на появление в 71 матче сезона, игрок выходил в стартовой пятёрке лишь 8 раз, проводя на паркете в среднем 13,1 минут. Он набирал 4,7 очка, 3,3 подбора и 0,6 блок-шота в среднем за игру при 45,9 % точности бросков с игры.
Во втором сезоне после обмена основного центрового команды Брэда Миллера в «Чикаго» Хоус стал получать больше игрового времени. Он улучшил все свои основные статистические показатели, набирая 11,4 очков, 7,1 подборов и 1,2 блок-шота в среднем за игру, проводя на площадке в среднем 29,3 минуты. Хоус выходил в старте 51 раз, пропустив лишь финальный матч сезона из-за травмы, полученной в результате «грязного» фола игрока «Денвер Наггетс» Кеньона Мартина.
17 июня 2010 Хоус и Андрес Носиони были обменяны в «Филадельфию» на центрового Самюэля Далемберта. Сезон 2010-2011 Хоус закончил, набирая 7,2 очка в среднем за игру. По окончании сезона 2011/2012 Хоус стал неограниченно свободным агентом. Он подписал двухлетний контракт с «Филадельфия» в 2012 году.
20 февраля 2014 года «Сиксерс» отправил Хоуса в «Кавальерс» на Генри Симсa, Эрлa Кларкa и два выбора во втором раунде драфта 2014.
Хоус перешёл в «Лос-Анджелес Клипперс» 4 июля 2014 года, подписав четырёхлетний контракт на сумму 23 миллионов долларов.

## Статистика

### Статистика в НБА
| Сезон                                                                                    | Команда     | Регулярный сезон | Регулярный сезон | Регулярный сезон | Регулярный сезон | Регулярный сезон | Регулярный сезон | Регулярный сезон | Регулярный сезон | Регулярный сезон | Регулярный сезон | Регулярный сезон | Серия плей-офф | Серия плей-офф | Серия плей-офф | Серия плей-офф | Серия плей-офф | Серия плей-офф | Серия плей-офф | Серия плей-офф | Серия плей-офф | Серия плей-офф | Серия плей-офф |
| Сезон                                                                                    | Команда     | GP               | GS               | MPG              | FG%              | 3P%              | FT%              | RPG              | APG              | SPG              | BPG              | PPG              | GP             | GS             | MPG            | FG%            | 3P%            | FT%            | RPG            | APG            | SPG            | BPG            | PPG            |
| ---------------------------------------------------------------------------------------- | ----------- | ---------------- | ---------------- | ---------------- | ---------------- | ---------------- | ---------------- | ---------------- | ---------------- | ---------------- | ---------------- | ---------------- | -------------- | -------------- | -------------- | -------------- | -------------- | -------------- | -------------- | -------------- | -------------- | -------------- | -------------- |
| 2007/08                                                                                  | Сакраменто  | 71               | 8                | 13,1             | 45,9             | 19,0             | 65,5             | 3,2              | 0,6              | 0,2              | 0,6              | 4,7              | Не участвовал  | Не участвовал  | Не участвовал  | Не участвовал  | Не участвовал  | Не участвовал  | Не участвовал  | Не участвовал  | Не участвовал  | Не участвовал  | Не участвовал  |
| 2008/09                                                                                  | Сакраменто  | 77               | 51               | 29,3             | 46,6             | 34,8             | 66,2             | 7,1              | 1,9              | 0,6              | 1,2              | 11,4             | Не участвовал  | Не участвовал  | Не участвовал  | Не участвовал  | Не участвовал  | Не участвовал  | Не участвовал  | Не участвовал  | Не участвовал  | Не участвовал  | Не участвовал  |
| 2009/10                                                                                  | Сакраменто  | 72               | 59               | 26,4             | 46,8             | 29,9             | 68,9             | 6,1              | 2,2              | 0,4              | 1,2              | 10,0             | Не участвовал  | Не участвовал  | Не участвовал  | Не участвовал  | Не участвовал  | Не участвовал  | Не участвовал  | Не участвовал  | Не участвовал  | Не участвовал  | Не участвовал  |
| 2010/11                                                                                  | Филадельфия | 81               | 81               | 21,2             | 46,5             | 24,3             | 53,4             | 5,7              | 1,5              | 0,4              | 0,9              | 7,2              | 5              | 5              | 19,6           | 36,4           | 0,0            | 50,0           | 3,8            | 1,8            | 0,0            | 0,4            | 5,2            |
| 2011/12                                                                                  | Филадельфия | 37               | 29               | 24,9             | 48,9             | 25,0             | 72,7             | 7,3              | 2,6              | 0,4              | 1,3              | 9,6              | 13             | 12             | 25,5           | 46,3           | 40,0           | 73,1           | 6,6            | 1,6            | 0,3            | 0,8            | 9,3            |
| 2012/13                                                                                  | Филадельфия | 82               | 40               | 27,2             | 46,4             | 35,6             | 77,7             | 7,2              | 2,2              | 0,3              | 1,4              | 11,0             | Не участвовал  | Не участвовал  | Не участвовал  | Не участвовал  | Не участвовал  | Не участвовал  | Не участвовал  | Не участвовал  | Не участвовал  | Не участвовал  | Не участвовал  |
| 2013/14                                                                                  | Филадельфия | 53               | 53               | 31,4             | 45,1             | 39,9             | 78,2             | 8,5              | 3,3              | 0,6              | 1,3              | 13,0             | Не участвовал  | Не участвовал  | Не участвовал  | Не участвовал  | Не участвовал  | Не участвовал  | Не участвовал  | Не участвовал  | Не участвовал  | Не участвовал  | Не участвовал  |
| 2013/14                                                                                  | Кливленд    | 27               | 25               | 29,8             | 46,8             | 44,8             | 78,4             | 7,7              | 2,4              | 0,5              | 1,0              | 13,5             | Не участвовал  | Не участвовал  | Не участвовал  | Не участвовал  | Не участвовал  | Не участвовал  | Не участвовал  | Не участвовал  | Не участвовал  | Не участвовал  | Не участвовал  |
| 2014/15                                                                                  | Клипперс    | 73               | 15               | 17,5             | 39,3             | 31,3             | 64,7             | 3,5              | 1,2              | 0,3              | 0,7              | 5,8              | 8              | 0              | 7,1            | 52,9           | 50,0           | 100,0          | 1,6            | 0,6            | 0,3            | 0,4            | 2,9            |
| 2015/16                                                                                  | Шарлотт     | 57               | 6                | 18,2             | 40,5             | 37,3             | 83,1             | 4,3              | 1,9              | 0,4              | 0,5              | 6,0              | 5              | 0              | 10,7           | 46,2           | 25,0           | 83,3           | 3,2            | 0,6            | 0,2            | 0,4            | 3,6            |
| 2016/17                                                                                  | Шарлотт     | 35               | 1                | 17,9             | 47,7             | 29,1             | 88,2             | 4,2              | 1,8              | 0,4              | 0,7              | 7,3              | Не участвовал  | Не участвовал  | Не участвовал  | Не участвовал  | Не участвовал  | Не участвовал  | Не участвовал  | Не участвовал  | Не участвовал  | Не участвовал  | Не участвовал  |
| 2016/17                                                                                  | Милуоки     | 19               | 0                | 9,0              | 50,8             | 34,6             | 77,8             | 2,4              | 1,0              | 0,1              | 0,2              | 4,4              | 3              | 0              | 5,5            | 40,0           | 50,0           | -              | 1,3            | 0,3            | 0,0            | 0,3            | 1,7            |
|                                                                                          | Всего       | 684              | 368              | 22,7             | 45,7             | 35,0             | 71,6             | 5,7              | 1,9              | 0,4              | 1,0              | 8,7              | 34             | 17             | 16,4           | 44,9           | 38,9           | 73,7           | 4,1            | 1,1            | 0,2            | 0,6            | 5,7            |
| Наведите курсор мыши на аббревиатуры в заголовке таблицы, чтобы прочесть их расшифровку. |             |                  |                  |                  |                  |                  |                  |                  |                  |                  |                  |                  |                |                |                |                |                |                |                |                |                |                |                |

### Статистика в Джи-Лиге
| Сезон                                                                                    | Команда          | Регулярный сезон | Регулярный сезон | Регулярный сезон | Регулярный сезон | Регулярный сезон | Регулярный сезон | Регулярный сезон | Регулярный сезон | Регулярный сезон | Регулярный сезон | Регулярный сезон | Серия плей-офф | Серия плей-офф | Серия плей-офф | Серия плей-офф | Серия плей-офф | Серия плей-офф | Серия плей-офф | Серия плей-офф | Серия плей-офф | Серия плей-офф | Серия плей-офф |
| Сезон                                                                                    | Команда          | GP               | GS               | MPG              | FG%              | 3P%              | FT%              | RPG              | APG              | SPG              | BPG              | PPG              | GP             | GS             | MPG            | FG%            | 3P%            | FT%            | RPG            | APG            | SPG            | BPG            | PPG            |
| ---------------------------------------------------------------------------------------- | ---------------- | ---------------- | ---------------- | ---------------- | ---------------- | ---------------- | ---------------- | ---------------- | ---------------- | ---------------- | ---------------- | ---------------- | -------------- | -------------- | -------------- | -------------- | -------------- | -------------- | -------------- | -------------- | -------------- | -------------- | -------------- |
| 2018/19                                                                                  | Саут-Бей Лейкерс | 9                | 6                | 24,8             | 44,3             | 45,0             | 82,8             | 7,0              | 4,2              | 1,3              | 1,4              | 14,2             | Не участвовал  | Не участвовал  | Не участвовал  | Не участвовал  | Не участвовал  | Не участвовал  | Не участвовал  | Не участвовал  | Не участвовал  | Не участвовал  | Не участвовал  |
|                                                                                          | Всего            | 9                | 6                | 24,8             | 44,3             | 45,0             | 82,8             | 7,0              | 4,2              | 1,3              | 1,4              | 14,2             | Не участвовал  | Не участвовал  | Не участвовал  | Не участвовал  | Не участвовал  | Не участвовал  | Не участвовал  | Не участвовал  | Не участвовал  | Не участвовал  | Не участвовал  |
| Наведите курсор мыши на аббревиатуры в заголовке таблицы, чтобы прочесть их расшифровку. |                  |                  |                  |                  |                  |                  |                  |                  |                  |                  |                  |                  |                |                |                |                |                |                |                |                |                |                |                |

### Статистика в колледже
| Сезон                                                                                   | Команда   | GP | GS | MPG  | FG%  | 3P%  | FT%  | RPG | APG | SPG | BPG | PPG  |  |
| --------------------------------------------------------------------------------------- | --------- | -- | -- | ---- | ---- | ---- | ---- | --- | --- | --- | --- | ---- |  |
| 2006/07                                                                                 | Вашингтон | 31 | 24 | 28,9 | 53,2 | 33,3 | 75,5 | 6,4 | 1,9 | 0,5 | 1,7 | 14,9 |  |
|                                                                                         | Всего     | 31 | 24 | 28,9 | 53,2 | 33,3 | 75,5 | 6,4 | 1,9 | 0,5 | 1,7 | 14,9 |  |
| Наведите курсор мыши на аббревиатуры в заголовке таблицы, чтобы прочесть их расшифровку |           |    |    |      |      |      |      |     |     |     |     |      |  |